# Bindius triquetrus
Genre
Espèce
Bindius triquetrus, unique représentant du genre Bindius, est une espèce de tardigrades de la famille des Hypsibiidae. 

## Distribution
Cette espèce est endémique de Sicile en Italie.

## Publication originale
- Pilato, 2009 : Bindius triquetrus gen. nov. sp. nov. (Eutardigrada, Hypsibiidae) from Sicily (Italy). Zootaxa, no 2058, p. 62-68.